# Benito de Novoa Salgado
Benito de Novoa Salgado (n. Galicia, España, c. 1620 - m. Ciudad de México, Reino de México, 1694) fue un abogado español, oidor de la Real Audiencia de Guatemala, fiscal de la Real Audiencia de México y visitador de la provincia de Costa Rica.

## Estudios y carrera docente
Inició sus estudios en 1635 en la facultad de cánones o Derecho Canónico de la Universidad de Santiago de Compostela, en que se graduó en la de Salamanca, y después cursó en la de Leyes, en ambas facultades, hasta que se graduó de doctor. En 1643 empezó a impartir lecciones en el Colegio de Santiago Alfeo, hasta 1647, cuando fue elegido como sustituto de la cátedra de Vísperas de Cánones, de la misma Universidad. En 1648 fue elegido, previo concurso de oposición, como catedrático de Instituta (Derecho Romano), y en 1649 llevó la cátedra de Víspera de Leyes.

## Carrera judicial
En 1659 se le nombró para una plaza de oidor en la Real Audiencia de Manila, pero declinó el cargo.
El 21 de julio de 1662 fue nombrado oidor de la Real Audiencia de Guatemala, cargo que sirvió durante muchos años. Fue uno de los oidores participantes en la inauguración de la Universidad de San Carlos. 
El 13 de febrero de 1676 fue nombrado comisario de papel sellado de todo el reino de Guatemala.
Debido a una serie de acusaciones, en 1677 se comisionó al licenciado Lope de Sierra Osorio, oidor de la Audiencia de México, y a Francisco Fernández Marmolejo, fiscal de la misma Audiencia, para proceder contra Fernando Francisco de Escobedo, presidente de la Audiencia de Guatemala, y los oidores Benito de Novoa Salgado, Jacinto Roldán de la Cueva y Jerónimo Gómez de Vega y Viga, por excesos cometidos en el uso y ejercicio de sus oficios. El 17 de junio de 1678, Novoa Salgado fue nombrado como oidor de la Real Audiencia de Santo Domingo, pero al parecer no ejerció ese cargo. Debido a las investigaciones en su contra, fue expulsado de Guatemala y se trasladó a México. Dirigió varias comunicaciones al Consejo de Indias para defense de los cargos y finalmente en 1684, cuando se hallaba en Oaxaca, fue nombrado nuevamente como oidor de la Real Audiencia de Guatemala, cargo que reasumió en noviembre de ese año.
En mayo de 1685 fue nombrado como fiscal del Crimen de la Real Audiencia de México, y en 1687 se le nombró para la fiscalía de lo Civil de la misma Audiencia. En 1694 se le nombró como oidor de la Audiencia de México, pero el nombramiento llegó a esa ciudad cuando ya el doctor Novoa Salgado había fallecido.
Su hijo Alejandro Novoa Salgado fue capitán de la compañía de vizcaínos, montañeses y forasteros de Santiago de Guatemala y prestó servicios en la defensa de Nicaragua contra ataques piratas.

## Visitador de Costa Rica
El 12 de enero de 1674, cuando era oidor de la Real Audiencia, fue nombrado como visitador general de las provincia de Costa Rica y Nicoya y se le encargó además efectuar el juicio de residencia del gobernador Juan López de la Flor y Reinoso. Se trasladó a esa provincia, donde además de residenciar a López de la Flor, se interesó junto con el gobernador Juan Francisco Sáenz Vázquez de Quintanilla por unos yacimientos mineros, que no resultaron rentables, y especialmente por la situación de los indígenas. El 20 de febrero de 1675 dictó en Cartago una serie de ordenanzas a favor de los indígenas, mediante las cuales se restringió al mínimo el repartimiento de indios y se trataba de prevenir diversos abusos de los encomenderos y los curas doctrineros. Las Ordenanzas de Novoa Salgado se hicieron públicas en Cartago el 22 de febrero de 1675, por voz de un pregonero y a son de tambores. El 7 de agosto de 1675, ya de regreso en la ciudad de Santiago de Guatemala, el doctor Novoa Salgado escribió a la Corona para dar cuenta de las ordenanzas emitidas. Esta normativa fue aprobada mediante una real cédula del rey Carlos II el 15 de octubre de 1676, la cual fue recibida en Cartago en junio de 1678 y el gobernador Sáenz la hizo pregonar por voz de un indígena, con despliegue de banderas y repique de campanas.